# Beziehungsebene
Als Beziehungsebene wird in der Psychologie und der Soziologie die Qualität der zwischenmenschlichen Zusammenarbeit im Sinne der intuitiven, gefühlsmäßigen und sozialen inneren Verbundenheit bezeichnet, mit deren Hilfe sich Menschen außerhalb der Inhaltsebene (auch Sachebene) verbunden fühlen. 
Zur Entwicklung und Vertiefung einer guten Beziehung sind Offenheit, Ehrlichkeit, Verlässlichkeit (Emotionale Intelligenz) und weitere Schlüsselqualifikationen erforderlich.

## Bedeutung
Für das Gelingen von Kommunikationsprozessen innerhalb von familiären oder geschäftlichen Partnerschaften sowie insbesondere innerhalb von Liebesbeziehungen ist die Qualität der Beziehungsebene eine entscheidende Grundlage. Nach Sigmund Freud bestimmen Vertrauen, emotionale Nähe, gemeinsame Werte sowie Vorannahmen oder Ängste und Wünsche das Gelingen von zwischenmenschlicher Kommunikation zu über 80 Prozent.
Das Eisbergmodell besagt, dass die Beziehungsebene einen wesentlich größeren Einfluss auf die Kommunikation ausübt, dass sie aber oft im Verborgenen wirkt. 

### Sozialer Kontext

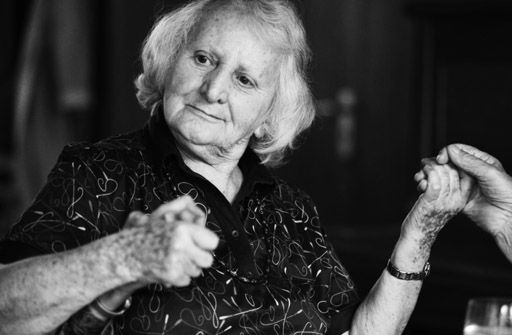
Soziales Miteinander in einem Altenheim

Soziale Kompetenz im Allgemeinen bezeichnet Fertigkeiten zum „sozialen“ Handeln. Der Begriff „sozial“ kann hierbei im sozialpsychologischen (als „zwischenmenschlich“), im soziologisch-wertneutralen (als „gesellschaftlich“) oder im soziologisch-wertenden (als „gesellschaftlich-moralisch“) verstanden werden und beschreibt die unterschiedlichen Dimensionen interpersoneller Beziehungen. Welche zwischenmenschlichen Beziehungen und Vergegnungen (Martin Buber) ereignen sich, welche Konflikte bahnen sich an, welche bereits bestehenden Konflikte lassen sich, wenn überhaupt wie lösen? Mut, Überwindung (Pain in the Work) und Risiko sind wesentliche Eigenschaften bei der Entwicklung sozialer Kompetenz und tragfähiger Beziehungen. Deren Qualität kann im Allgemeinen am Status innerhalb einer Sozialstruktur, an Macht und Einfluss sowie bei der Partnerwahl gemessen werden.
Die Fähigkeit, tragfähige Beziehungen zu bilden, beruht vor allem auf Eigenschaften der sozialen Kompetenz: 
- Teamfähigkeit, zum Beispiel durch Engagement im Sport
- Musische Fähigkeiten
- Menschenkenntnis
- Empathie (Mitgefühl)
- Kommunikationsfähigkeit
- Kritikfähigkeit
- Selbstbewusstsein
- Kooperation
- Wahrnehmung

### Ökonomischer Kontext
Innerhalb betriebswirtschaftlicher Austauschprozesse, insbesondere innerhalb von Teams oder im Vertrieb wird auch die ökonomische Bedeutung der Beziehungsebene zwischen Mitarbeiter und Kollegen oder Kunden oder Lieferanten deutlich. Da Vertrauen ein wesentlicher Multiplikator für die Bereitschaft zu monetären Austauschprozessen ist, werden in diesem Bereich erhebliche Anstrengungen unternommen, um eine definierte Beziehungsebene mit Hilfe von elektronischen Aufzeichnungen '(siehe hierzu: CRM) zu sichern.
Eine besondere Bedeutung hat die Beziehungsebene im ökonomischen Zusammenhang für das Netzwerk-Marketing. In keinem anderen Vertriebsbereich des Marketing wiegt die wirtschaftliche Bedeutung von persönlichen Beziehungen höher. Die Folge besteht darin, dass der Erfolg von „Networkern“ in besonderem Maße von der Zahl an Personen abhängt, die man kennt und deren Vertrauen man genießt. Naturgemäß sind dies zuerst nahe Verwandte und gute Freunde. So werden diese als potenzielle Kunden und zukünftige selbstständige Mitarbeiter gesehen und Besuche bei ihnen dienen in erster Linie dem Zweck, Produkte zu verkaufen und sie anzuwerben. In diesem Zusammenhang spielen auch Aspekte der Wirtschaftsethik eine unmittelbare Rolle. 
Die Bemühungen, eine möglichst für beide Seiten vorteilhafte Geschäftsbeziehung auf der Basis einer guten Beziehungsebene zu gründen, werden durch die verschiedenen Konzepte im Geiste der Win-Win-Strategie dargestellt. Insbesondere das Harvard-Konzept verfolgt das Ziel, bei einer Geschäftsverhandlung die Beziehung zum Gegenüber so gut wie möglich und die Sachauseinandersetzung so klar wie nötig zu gestalten (Grundsatz: Hart in der Sache, weich zum Menschen).

### Rhetorischer Kontext
Innerhalb der Argumentation findet sich der Bezug zum Einsatz der Beziehungsebene auf der Basis emotionaler Argumente, die sich auf Vorannahmen, persönliche Referenzen, Erfahrung und Glaubwürdigkeit des Redners stützen. Die eher logisch gültige deduktive Argumentation schließt demgegenüber die Beziehungsebene zwischen Redner und Publikum vollkommen aus. Als hohe Schule der Argumentation hat sich seit Platon dazwischen die Dialektik etabliert, die durch Rede, Gegenrede und Synthese in ein und demselben Vortrag versucht, die eigenen und die Standpunkte des Gegenüber, und damit ein inneres Verstehen und Kompromissbereitschaft zu fördern.

## Konfliktlösung
Eine weitere Möglichkeit, um zwischenmenschliche Konflikte auf der Beziehungsebene zu lösen, hat sich mit Hilfe der Systemischen Therapie oder Systemischen Organisationsentwicklung erfolgreich etabliert. Hierbei werden alle beteiligen Personen und Institutionen mit ihren Bedürfnissen und Erwartungen sowie die Interaktionen untereinander wertfrei betrachtet. So gelingt eine Klärung der Beziehungsstörung über den Ansatz der reinen Argumentation hinaus.
Eine andere Form der Konfliktlösung für eine gestörte Beziehungsebene ist die Mediation. Hierbei vermittelt ein Mediator zwischen den beteiligten Parteien mit dem Ziel, eine pragmatische Lösung, meist einen Kompromiss, zu finden. Im Gegensatz zur eher therapeutisch orientierten systemischen Arbeit ist die Mediation eher im ökonomischen Bereich anzutreffen.
Aus dem theoretischen Hintergrund der Psychoanalyse, der Gestalttherapie sowie der Humanistischen Psychologie hat sich mit der Themenzentrierten Interaktion ein drittes Konzept etabliert, das von der Pädagogin und Psychoanalytikerin Ruth Cohn zur Verbesserung von Beziehungen in Gruppen entwickelt wurde. Ziel der TZI ist das Erschließen besserer Verständigungsmöglichkeiten, über das verstandesmäßige Begreifen der Zusammenhänge und über das emotionale Erleben. Dabei entstand ein Interaktionsmodell, das die Person, die Gruppe und die Aufgabe (sie bilden eine Modelleinheit) als gleichwertig behandelt und das Kontext der Kommunikation dabei stets mit berücksichtigt.

## Darstellung
Zur grafischen Darstellung einer bipolaren oder polypolaren Beziehungsebene hat sich das Instrument des Genogramms etabliert. Mit Hilfe von grafischen Beziehungslinien zwischen den Beteiligten können Abhängigkeiten und informelle Strukturen visualisiert werden, die bei oberflächlicher Betrachtung der beteiligten Personen sonst kaum erkennbar wären. Diesen Vorteil nutzt der Mediator oder der systemische Organisationsentwickler oder Therapeut, um Erwartungsspannungen und bisher verdeckte Konflikte abzubauen.